# Ograniczenia prędkości według państw
Poniższa tabela przedstawia domyślne ograniczenia prędkości obowiązujące w różnych państwach (pomijając lokalne ograniczenia do 30 km/h lub mniej w wielu krajach) w km/h (dla Wielkiej Brytanii i Stanów Zjednoczonych w nawiasach podano także prędkości w mph, w tych dwóch krajach także ograniczenia na znakach podawane są w mph):
| Kraj                        | Samochody o DMC do 3,5 tony i motocykle                                     | Samochody o DMC do 3,5 tony i motocykle                                                                            | Samochody o DMC do 3,5 tony i motocykle                                                                            | Samochody ciężarowe, samochody z przyczepą i autobusy                       | Samochody ciężarowe, samochody z przyczepą i autobusy                      | Samochody ciężarowe, samochody z przyczepą i autobusy                                    |
| Kraj                        | Obszar zabudowany                                                           | Poza obszarem zabudowanym                                                                                          | Autostrady | Obszar zabudowany                                                           | Poza obszarem zabudowanym                                                  | Autostrady                                                                               |
| --------------------------- | --------------------------------------------------------------------------- | --- | --- | --------------------------------------------------------------------------- | -------------------------------------------------------------------------- | ---------------------------------------------------------------------------------------- |
| Albania                     | 40                                                                          | 80 – drogi jednojezdniowe 90 – drogi dwujezdniowe                                                                  | 110 | 40                                                                          | 60 – drogi jednojezdniowe 70 – drogi dwujezdniowe                          | 80                                                                                       |
| Andora                      | 40                                                                          | 90 | | 40                                                                          | 70                                                                         |                                                                                          |
| Argentyna                   | 40-60                                                                       | 80–110 | 100–130 | 40-60                                                                       | 80                                                                         | 80                                                                                       |
| Australia                   | 50 60 – Terytorium Północne                                                 | 100 110 – Terytorium Północne                                                                                      | 110–130 | 50 60 – Terytorium Północne                                                 | 90                                                                         | 100                                                                                      |
| Austria                     | 50                                                                          | 100 | 130 | 50                                                                          | 80                                                                         | 80–100                                                                                   |
| Azerbejdżan                 | 40-60                                                                       | 90 | 110 | 40-60                                                                       | 90                                                                         | 110                                                                                      |
| Belgia                      | 50                                                                          | 90 | 120 | 50                                                                          | 60–90                                                                      | 90                                                                                       |
| Białoruś                    | 60                                                                          | 90 | 120 | 60                                                                          | 90                                                                         | 90                                                                                       |
| Bośnia i Hercegowina        | 50                                                                          | 80 | 100 | 50                                                                          | 80                                                                         | 80                                                                                       |
| Brazylia                    | 40-70                                                                       | 80–110 | 80–120 | 40-70                                                                       | 80 (90)                                                                    | 80–100                                                                                   |
| Bułgaria                    | 50                                                                          | 90 ( 80) | 140 ( 100) | 50                                                                          | 80                                                                         | 90–100                                                                                   |
| Chiny                       | 40-60                                                                       | 60–80 | 100–120 | 40-60                                                                       | 60-80                                                                      | 100                                                                                      |
| Chorwacja                   | 50                                                                          | 90–110 | 130 | 50                                                                          | 80                                                                         | 90                                                                                       |
| Cypr                        | 50                                                                          | 80 | 100 | 50                                                                          | 64                                                                         | 80                                                                                       |
| Czechy                      | 50                                                                          | 90 110 – drogi dla pojazdów samochodowych lub 80                                                                   | 130 (150 na niektórych odcinkach) 80                                                                               | 50                                                                          | 80                                                                         | 80                                                                                       |
| Dania                       | 50                                                                          | 80 | 130 | 50                                                                          | 80                                                                         | 90                                                                                       |
| Estonia                     | 50                                                                          | 90–110 | 90–110 | 50                                                                          | 90                                                                         | 90                                                                                       |
| Filipiny                    | 80                                                                          | 80–120 | | 80                                                                          | 80–120                                                                     |                                                                                          |
| Finlandia                   | 50                                                                          | 100 – w okresie letnim 80 – w okresie zimowym (od 1 listopada do 31 marca)                                         | 120 – w okresie letnim 100 – w okresie zimowym (od 1 listopada do 31 marca) 80 – podczas złych warunków pogodowych | 50                                                                          | 80 60 – pojazdy z przyczepą bez hamulca                                    | 80 (100) 60 – pojazdy z przyczepą bez hamulca                                            |
| Francja                     | 50                                                                          | 80 110 – drogi ekspresowe                                                                                          | 130 | 50                                                                          | 80                                                                         | 100 (110 pojazdy z przyczpą)                                                             |
| Gibraltar                   | 30-50                                                                       | | | 30-50                                                                       |                                                                            |                                                                                          |
| Grecja                      | 50                                                                          | 90 110 – drogi ekspresowe                                                                                          | 130 | 50                                                                          | 80                                                                         | 80                                                                                       |
| Grenlandia                  | 50                                                                          | 80 | | 50                                                                          | 80                                                                         |                                                                                          |
| Gruzja                      | 60                                                                          | 90 | 110 | 60                                                                          | 80                                                                         | 90                                                                                       |
| Hiszpania                   | 30 – drogi o jednym pasie ruchu 50 – drogi o co najmniej dwóch pasach ruchu | 90 120 – drogi ekspresowe                                                                                          | 120 | 30 – drogi o jednym pasie ruchu 50 – drogi o co najmniej dwóch pasach ruchu | 80 90 – drogi ekspresowe                                                   | 90                                                                                       |
| Holandia                    | 50                                                                          | 80 | 100 | 50                                                                          | 80                                                                         | 80                                                                                       |
| Hongkong                    | 50                                                                          | 70 | 70–110 | 50                                                                          | 70                                                                         | 70                                                                                       |
| Indie                       | 50                                                                          | 100 | 120 | 40                                                                          | 65                                                                         | 85                                                                                       |
| Indonezja                   | 30-60                                                                       | 60–80 | 80–140 | 30-60                                                                       | 60–80                                                                      | 80–100                                                                                   |
| Iran                        | 50                                                                          | 70–110 | 70–120 | 50                                                                          | 70–110                                                                     | 70–110                                                                                   |
| Irlandia                    | 30-50                                                                       | 60 – drogi lokalne 80 – drogi regionalne 100 – drogi krajowe                                                       | 120 | 30-50                                                                       | 60 – drogi lokalne 80 – drogi regionalne i krajowe                         | 80-100                                                                                   |
| Islandia                    | 50                                                                          | 80 – drogi z nawierzchnią żwirową 90 – drogi z nawierzchnią asfaltową                                              | | 50                                                                          | 80                                                                         |                                                                                          |
| Izrael                      | 50                                                                          | 80–90 | 110 | 50                                                                          | 80                                                                         | 90                                                                                       |
| Japonia                     | 40-60                                                                       | 50–80 | 70–100 | 40-60                                                                       | 50–60                                                                      | 70-80                                                                                    |
| Kanada                      | 30-70                                                                       | 60–90 | 100–120 | 30-70                                                                       | 60–90                                                                      | 100                                                                                      |
| Korea Południowa            | 30–60                                                                       | 60–80 | 80–120 | 30-60                                                                       | 60–80                                                                      | 80                                                                                       |
| Kazachstan                  | 60                                                                          | 110 | 140 | 60                                                                          | 90                                                                         | 110                                                                                      |
| Liechtenstein               | 50                                                                          | 80 | | 50                                                                          | 80                                                                         |                                                                                          |
| Litwa                       | 50                                                                          | 70 – drogi bez asfaltowej nawierzchni 90 – drogi z nawierzchnią asfaltową                                          | 110 – od 1 listopada do 31 marca 130 – od 1 kwietnia do 31 października                                            | 50                                                                          | 70–80                                                                      | 90 (100)                                                                                 |
| Luksemburg                  | 50                                                                          | 90 | 130 | 50                                                                          | 75                                                                         | 90                                                                                       |
| Łotwa                       | 50                                                                          | 90 | 90-120 | 50                                                                          | 80                                                                         |                                                                                          |
| Malezja                     | 40-60                                                                       | 70–90 | 110 | 40-60                                                                       | 70–80                                                                      | 80–90                                                                                    |
| Malta                       | 50                                                                          | 80 | | 40                                                                          | 60                                                                         |                                                                                          |
| Meksyk                      | 30-70                                                                       | 80–110 | 100–110 | 30-70                                                                       | 80                                                                         | 95                                                                                       |
| Niemcy                      | 50                                                                          | 100 | brak ograniczenia, zalecana prędkość 130 km/h                                                                      | 50                                                                          | 80                                                                         | 80–100                                                                                   |
| Norwegia                    | 50                                                                          | 80–90 | 90–100 | 50                                                                          | 80                                                                         | 80                                                                                       |
| Nowa Zelandia               | 50                                                                          | 100 | 100 | 50                                                                          | 90                                                                         | 90                                                                                       |
| Peru                        | 50                                                                          | 90 | 100 | 50                                                                          | 80                                                                         | 90                                                                                       |
| Polska                      | 50                                                                          | 90 – drogi jednojezdniowe 100 – drogi dwujezdniowe i ekspresowe jednojezdniowe 120 – drogi ekspresowe dwujezdniowe | 140 | 50                                                                          | 70 – drogi jednojezdniowe 80 – drogi dwujezdniowe i drogi ekspresowe (100) | 80 (100)                                                                                 |
| Portugalia                  | 50                                                                          | 90 100 – drogi ekspresowe                                                                                          | 120 | 50                                                                          | 80                                                                         | 90 (100)                                                                                 |
| Tajwan                      | 40-60                                                                       | 50–80 | 100–110 | 40-60                                                                       | 60–80                                                                      | 80–90                                                                                    |
| Południowa Afryka           | 60                                                                          | 80–100 | 120 | 60                                                                          | 80–100                                                                     | 80–100                                                                                   |
| Rosja                       | 60                                                                          | 90–110 | 130 | 60                                                                          | 90                                                                         | 90                                                                                       |
| Rumunia                     | 50                                                                          | 100 | 130 | 50                                                                          | 80                                                                         | 110                                                                                      |
| Serbia                      | 50                                                                          | 80 | 130 | 50                                                                          | 80                                                                         | 100                                                                                      |
| Singapur                    | 50                                                                          | 80 | 90 | 40                                                                          | 60                                                                         | 60                                                                                       |
| Słowacja                    | 50                                                                          | 90 | 130 90 (na autostradach w obszarze zabudowanym)                                                                    | 50                                                                          | 90                                                                         | 90                                                                                       |
| Słowenia                    | 50                                                                          | 90–100 | 130 | 50                                                                          | 80                                                                         | 80–100                                                                                   |
| Stany Zjednoczone           | 40–89 (25–55 mph)                                                           | 72–120 (45–75 mph)                                                                                                 | 89–137 (55–85 mph) W Montanie i Nevadzie brak limitu                                                               | 40–89 (25–55 mph)                                                           | ograniczenia w niektórych stanach, zazwyczaj o 8–24 km/h (5–15 mph) mniej  | ograniczenia w niektórych stanach, zazwyczaj o 8–24 km/h (5–15 mph) mniej                |
| Szwajcaria                  | 50                                                                          | 80–100 | 120 | 50                                                                          | 80                                                                         | 100                                                                                      |
| Szwecja                     | 50                                                                          | 70 | 110 | 50                                                                          | 70                                                                         | 90                                                                                       |
| Turcja                      | 50                                                                          | 90 ( 80) 110 ( 90) – drogi dwujezdniowe o co najmniej dwóch pasach ruchu                                           | 120 ( 100) 140 na niektórych odcinkach                                                                             | 50                                                                          | 80 85 – drogi dwujezdniowe o co najmniej dwóch pasach ruchu (90)           | 90 (100)                                                                                 |
| Ukraina                     | 60                                                                          | 90 – drogi o jednym pasie ruchu 110 – drogi o co najmniej dwóch pasach ruchu                                       | 130 | 60                                                                          | 90                                                                         | 90                                                                                       |
| Wenezuela                   | 50                                                                          | 80 | 120 | 50                                                                          | 70                                                                         | 70–120                                                                                   |
| Węgry                       | 50                                                                          | 90 110 – drogi krajowe                                                                                             | 130 | 50                                                                          | 70                                                                         | 80                                                                                       |
| Wielka Brytania             | 48 (30 mph)                                                                 | 96 (60 mph) 113 (70 mph) – drogi dwujezdniowe o co najmniej dwóch pasach ruchu                                     | 113 (70 mph) | 48 (30 mph)                                                                 | 64–97 (40–60 mph, m.in. w zależności od masy całkowitej)                   | 97–113 (60–70 mph, zależnie od masy całkowitej) 97–113 (60–70 mph, zależnie od długości) |

Ograniczenia prędkości na autostradach (okrągłe znaki wskazują kilometry na godzinę, a prostokątne znaki wskazują mile na godzinę)

Ograniczenia prędkości na znakach drogowych na całym świecie:
Kilometr na godzinę (km/h)
Mila na godzinę (mph)
Obydwa
Nic

| Wietnam                     | 60 ( 40)                                                                    | 80 ( 60) – drogi jednojezdniowe 90 ( 70) – drogi dwujezdniowe                                                      | | 50                                                                          | 70 – drogi jednojezdniowe 80 – drogi dwujezdniowe                          |                                                                                          |
| Włochy                      | 50                                                                          | 90 110 – drogi dwujezdniowe o co najmniej dwóch pasach ruchu                                                       | 130 | 50                                                                          | 80                                                                         | 80–100                                                                                   |
| Wyspy Alandzkie (Finlandia) | 50                                                                          | 90 | | 50                                                                          | 90                                                                         |                                                                                          |
| Wyspy Owcze                 | 50                                                                          | 80 | | 50                                                                          | 80                                                                         |                                                                                          |
| Wyspa Man                   | 48 (30 mph)                                                                 | brak limitu | brak limitu | 48 (30 mph)                                                                 | brak limitu                                                                | brak limitu                                                                              |
| Zimbabwe                    | 60                                                                          | 80–120 | 80–120 | 60                                                                          | 80                                                                         | 80                                                                                       |

     Kilometr na godzinę (km/h)
     Mila na godzinę (mph)
     Obydwa
     Nic

Ograniczenia prędkości w Albanii
Ograniczenia prędkości w Austrii
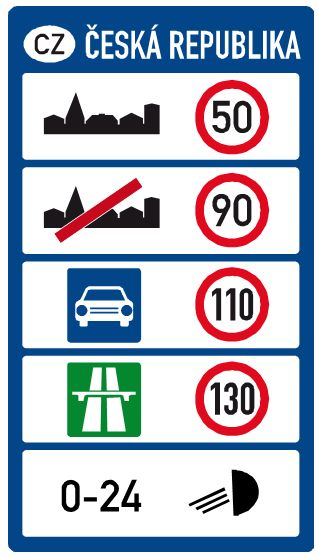
Ograniczenia prędkości w Czechach
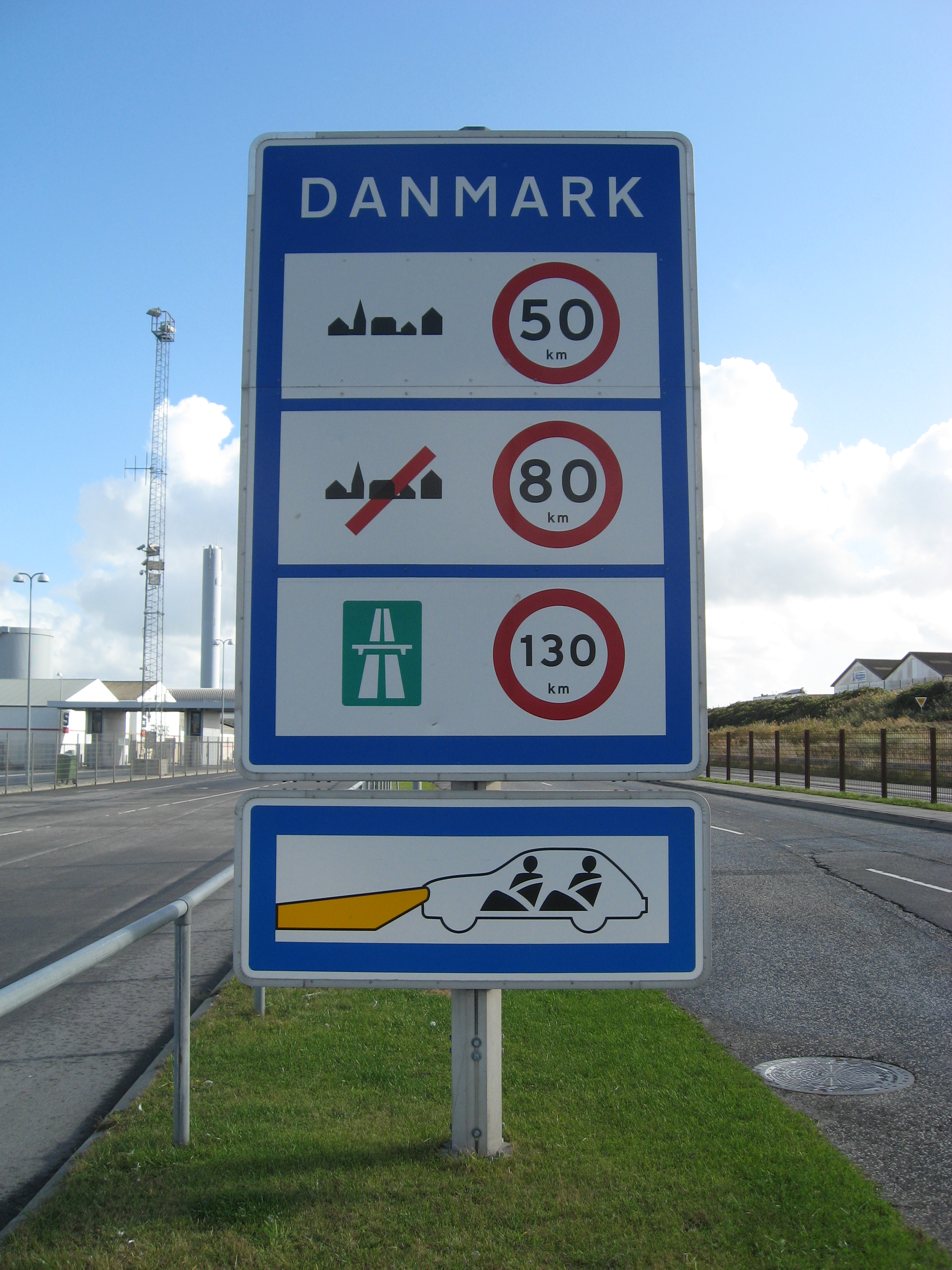
Ograniczenia prędkości w Danii
Ograniczenia prędkości w Estonii
Ograniczenia prędkości w Grecji
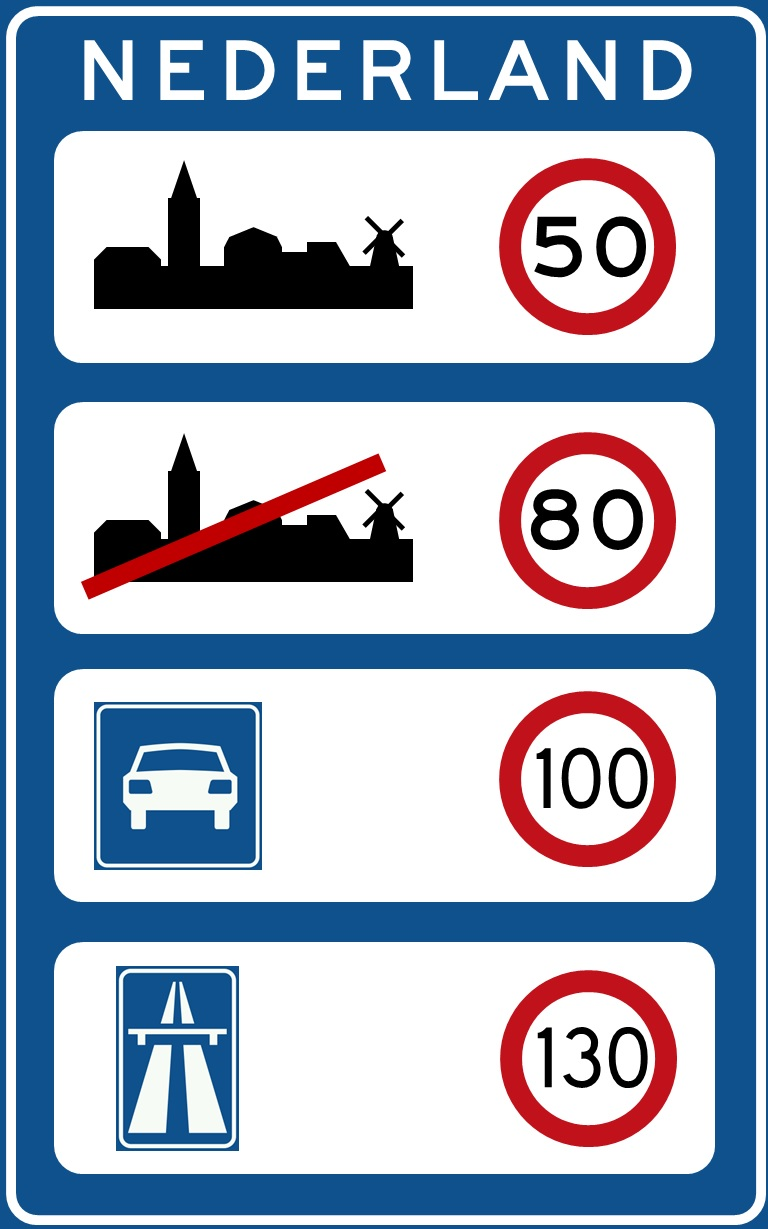
Ograniczenia prędkości w Holandii
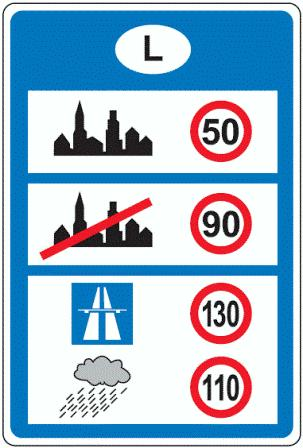
Ograniczenia prędkości w Luksemburgu
Ograniczenia prędkości w Macedonii Północnej
Ograniczenia prędkości w Niemczech
Ograniczenia prędkości w Polsce
Ograniczenia prędkości na Słowacji
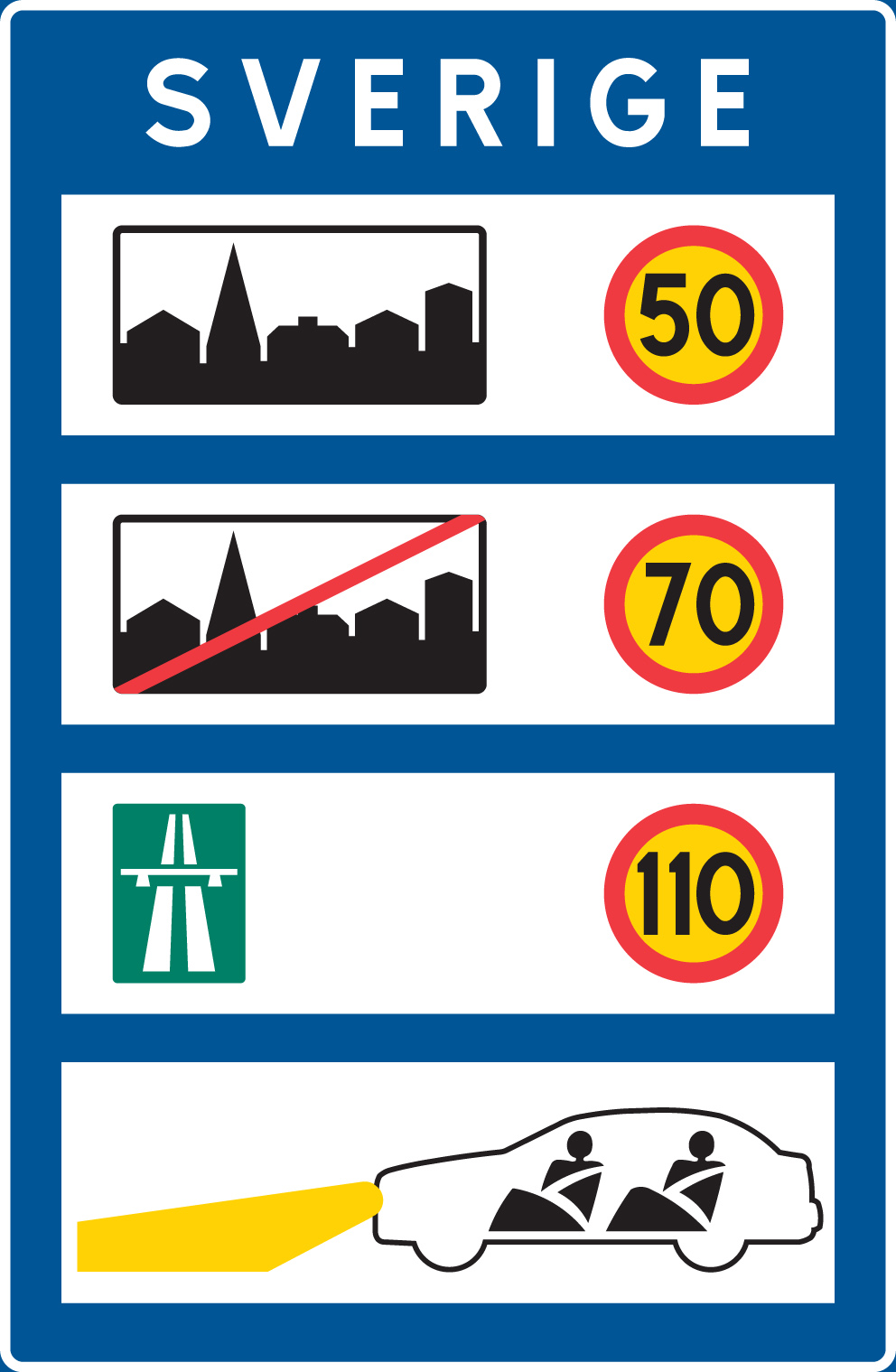
Ograniczenia prędkości w Szwecji
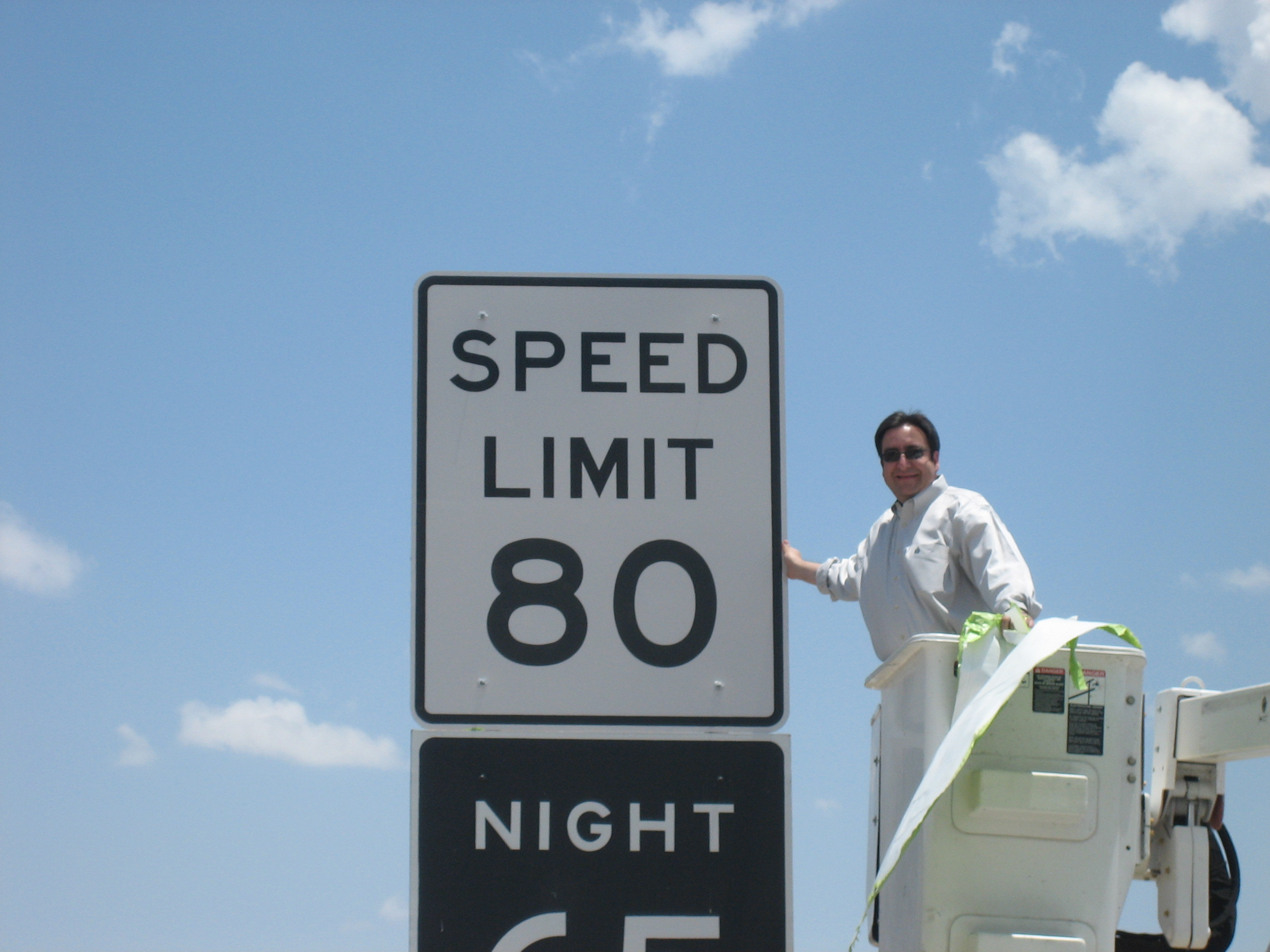
Ograniczenie do 80 mph (128 km/h) w Teksasie